# 阿尔伯特·爱因斯坦研究所

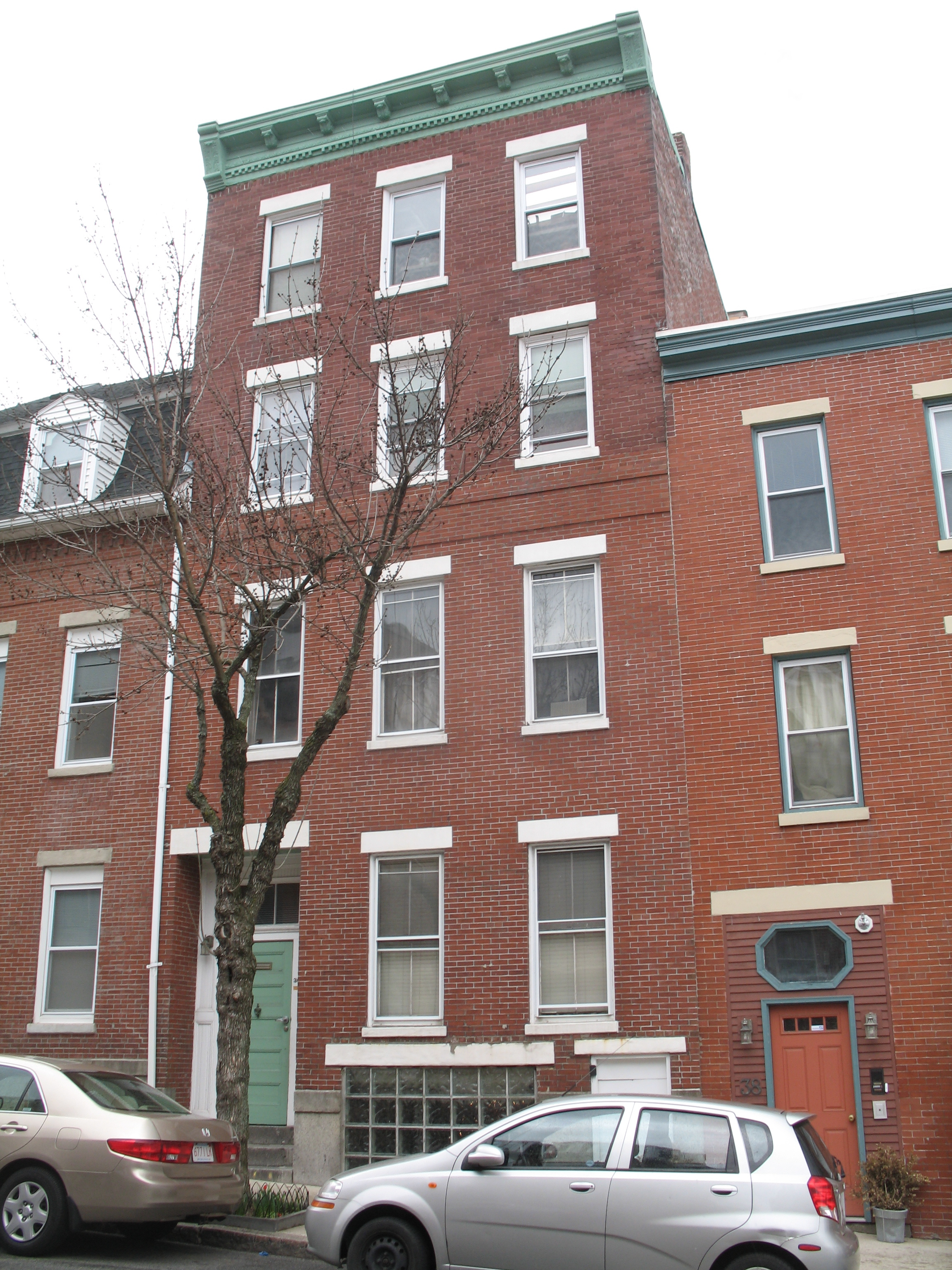
阿尔伯特·爱因斯坦研究所

阿尔伯特·爱因斯坦研究所（英語：Albert Einstein Institution）是位于美国马萨诸塞州波士顿的一个非营利组织，主要從事非暴力抵抗的相關研究，並探討其政策的影響與潛力。這些研究結果通過印刷物、翻譯作品、研討會等途徑進行傳播。該機構的創始人是學者吉恩·夏普（亦譯作基恩·夏普）,他也是《論戰略性非暴力衝突》的作者。

## 資金
機構自1983年成立以來，一直由彼得·阿克曼以Rockport Capital Inc.名義資助。

## 研究主旨
該機構以“通過使用非暴力行動致力於捍衛自由、民主，減少暴力政治”為主旨。

## 成果应用
该研究所的成果被引用在埃及1·25革命中，成为理论指导。最后在多方压力之下导致埃及总统胡斯尼·穆巴拉克的下台。

埃及1.25革命組織『4月6日』領袖馬希爾等人向參與推翻米諾西維奇的塞爾維亞青年運動Otpor! （页面存档备份，存于）（意為“抵抗”）取經，該組織參考了美國政治學家吉恩·夏普的非暴力鬥爭理念，認為非暴力是對付警察國家最有效的方法.部份成員甚至遠赴塞爾維亞跟Otpor成員見面交流經驗。

## 批评与反驳
委内瑞拉总统查韦斯批评该研究所企图在该国进行『软政变』
。
同样一些马克思主义者如法国作家蒂埃里·梅桑批评该研究所的理论研究成果被中央情报局变相使用在针对一些国家的颠覆活动中。
但基恩夏普和阿尔伯特愛因斯坦研究所对上述批评指责进行了驳斥。
有些人士則認為西方媒體過於誇大吉恩·夏普的影響力，例如黎巴嫩裔政治學者兼「憤怒阿拉伯通訊社」網絡創辦人阿萨德·阿布葛里利勒（As'ad Abukhalil）表示，採訪此次阿拉伯之春的西方記者想找一個新時代的「阿拉伯的勞倫斯」，吉恩夏普随即成為他們心目中符合此条件的偶像。

2014年9月学联于香港发动的占中行动的示威者被指出接受研究所指导怎样与警方对话、行动管理、遭拘捕时的反应、以至安排水及食物等物资的实务。